# Maud Peeker
Maud Eva Marianne Peeker, född 6 maj 1945 i Eskilstuna, svensk politiker (centerpartist) och pedagog som är bosatt i Klövsjö i Jämtland.
Peeker var med och byggde upp utbildningsverksamheten vid Cirkus Cirkör i mitten av 1990-talet tillsammans med Tilde Björfors. Hon har även varit aktiv i kommunpolitiken i Bergs kommun, bl.a. som kommunfullmäktiges ordförande, och på länsnivå i Jämtland där hon engagerat sig i polisfrågor. Hon är ingift faster till musikern Ralph Peeker.